# إدوارد الأول (ملك إنجلترا)
الملك إدوارد الأول (الإنجليزية:Edward I؛ وستمنستر؛ 17 يونيو 1239 - برغ باي سَاندْسْ؛ 7 يوليو 1307م)، والمُلقب بـالساقين الطويلتين (Longshanks) ومطرقة الاسكتلنديين (The Hammer of the Scots)؛ ملك إنجلترا العاشر (1272-1307م)، والابن الأكبر للملك هنري الثالث (حكم 16-1272) الذي هو ابن الملك جون (حكم1199-1216) الذي خلفَ أخاه الملك ريتشارد الأول قلب الأسد (حكم1189-1199) وكلاهما ابني الملك هنري الثاني، وخلفه ابنه الملك إدوارد الثاني.
بعد عام 1255 اجتمعت حول إدوارد قوى المقاومة الملكية لتناهض جماعة البارونات التي كان يقودها سيمون دي مونتفورت، والتي حاولت إبعاد مستشاري أبيه الملك هنري وتسلم مقاليد الحكم في إنجلترا.
وبعد صراع طويل هُزم إدوارد في لويس بتاريخ 14 أيار من عام 1264، واقتيد أسيراً إلى دوفر، لكنه سرعان ما لاذ بالفرار وأعاد تنظيم قواته وهزم البارونات نهائياً نحو عام 1266 واستقر الأمر للملك هنري الثالث.
وبعد عودة الهدوء إلى إنجلترا التحق إدوارد بـالحملة الصليبية التاسعة (1271- 1272)، لكن وفاة الملك لويس في تونس جعلته يتوجه إلى صقلية حيث أمضى فصل الشتاء، وإبان الحروب الصليبية أبحر إلى عكا ومكث فيها قرابة سبعة عشر شهراً وعاد من هناك عند سماعه نبأ وفاة والده، ولم يصل إلى البلاد إلا بعد سنتين حيث توّج ملكاً في لندن في 19 آب عام 1274.
برز إدوارد في السنوات الست عشرة التالية في الدبلوماسية والقضاء والإدارة، وكانت العلاقات بينه وبين ملك فرنسا قد ساءت نتيجة التعقيدات التي نشأت عن التسوية بين لويس التاسع وهنري الثالث، فاجتمع سنة 1279م بالملك فيليب الثالث ملك فرنسا لتسوية الخلافات بينهما حول منطقة النورماندي، ونجح بين عامي 1286 و 1289 في تهدئة الأوضاع في القارة الأوربية. أخمد ثورة إمارة ويلز في إنجلترا نحو عام 1283، وأعدم آخر أمرائها المستقلين بتهمة الخيانة، وأتم عمله هناك ببناء القلاع، وإدخال نظام القضاء وقانون العموم الإنكليزي، وأصبح لقب «أمير ويلز» تقليداً يمنح لورثة التاج الإنجليزي الشرعيين.
كان إدوارد قد عقد العزم على إيجاد حكومة مركزية قوية بتعديل قانون العموم الإنكليزي، وأعطى صفة مميزة لقوانين الأملاك غير المنقولة، وعمل على اجتذاب التجار الأجانب بوضع تسوية عاجلة وحازمة لمنازعات الديون، وعلى استعادة الحقوق الملكية الضائعة من النبلاء المغتصبين، كما عمل على تحديد اختصاص المحاكم الملكية المختلفة، والإجراءات الأولية في مجموعة قوانين العدالة بديلاً عن المحاكمة بموجب أعراف قانون العموم التقييدية. ولم تكن قوانين إدوارد موجهة ضد الإقطاع إلا أنها بمجملها وضعت حداً لسيطرة الإقطاع السياسية.
اتسمت السنوات الأخيرة من عهد إدوارد بالكوارث داخل البلاد وخارجها. ففي سنة 1294 ثارت بلاد ويلز مجدداً فأخضعها قبل نهاية الصيف التالي، وفي الوقت نفسه أقامت فرنسا واسكتلندا تحالفاً في وجه إنجلترا. وقبل انقضاء السنة المذكورة اتسعت دائرة الحرب مع فرنسا لتشمل اسكتلندا أيضاً. وأدى الإجهاد المالي المفرط الذي حل بالمملكة إلى انبعاث معارضة البارونات من جديد.
ومع حلول عام 1306 كان الملك العجوز قد نجح في عقد صلح مع فرنسا والانتصار على اسكتلندا في معركة فالكيرك، وكبح جماح ثورة نبلائه، لكن ثورة الاسكتلنديين الوطنيين من جديد، اضطرت إدوارد إلى التحرك ثانية لإخمادها. ففاجأه المرض في الطريق ومات في بورغ - أُن - سَندس قرب الحدود.

## نشأته (1239-1263)

### الطفولة والزواج
ولد إدوارد في قصر وستمنستر ليلة 17-18 يونيو 1239، والده الملك هنري الثالث ووالدته إليانور من بروفانس، يعتبر اسم إدوارد اسماً أنجلو ساكسوني لم يكن شائعًا بين الأرستقراطيين في إنجلترا بعد الفتح النورماندي، ولكن هنري سمّاه نسبة للقديس إدوارد المعترف، كان من بين أصدقاء طفولته ابن عمه هنري ألمان نجل ريتشارد من كورنوال. بقي هنري ألمان صديقًا مقربًا للأمير خلال الحرب الأهلية التي تلت ذلك وخلال الحملة الصليبية أيضًا. رعى هيو جيفارد الأمير إدوارد وهو والد المستشار جودفري جيفارد، حتى تولى بارثولوميو بيتشي مسؤولية جيفارد بعد وفاته عام 1246.
كان هناك مخاوف حول صحة إدوارد عندما كان طفلًا، إذ مرض في عام 1246 وعام 1247 وعام 1251. ومع ذلك أصبح رجلًا قوي البنية بطول 1.88 م، وكان أطول من معظم معاصريه، ذكر المؤرخ مايكل بريستويتش أن «يداه الطويلتان أعطته أفضلية كرجل مبارز، وقدماه الطويلتان كرجل فارس.» كان شعره في مرحلة الشباب مجعد أشقر وفي مرحلة النضج غامقًا، وتحول في الشيخوخة إلى اللون الأبيض.
دفعت مخاوف الإنجليز من غزو قشتالة لمقاطعة غشكونية الإنجليزية الملك هنري إلى ترتيب زواج سياسي بين إدوارد البالغ من العمر خمسة عشر عامًا وإليانور البالغة من العمر ثلاثة عشر عامًا وهي أخت ألفونسو العاشر ملك قشتالة. تزوجا في 1 نوفمبر عام 1254 في دير سانتا ماريا في قشتالة. تلقى إدوارد منحة سنوية بقيمة 15000 مارك كجزء من اتفاقية الزواج، على الرغم من أنَّ الثروات والأراضي التي امتلكها الملك هنري كانت كبيرة لم يعطِ إدوارد سوى القليل من الاستقلال. كان قد حصل بالفعل على غشكونية في بداية عام 1249، لكن عين سيمون دي مونتفورت ضابطًا ملكيًا هناك في العام السابق وبالتالي لم يحصل إدوارد بشكل فعلي على سلطة أو إيرادات من هذه المقاطعة. شملت المنحة التي تلقاها في عام 1254 معظم إيرلندا والكثير من الأراضي في ويلز وإنجلترا، لكن احتفظ الملك هنري بالكثير من السيطرة على تلك الأراضي خاصة في إيرلندا، ولذلك كانت سلطة إدوارد محدودة هناك أيضًا، وجنى الملك معظم دخل تلك الأراضي.

## الحرب الأهلية والحملات الصليبية (1264-1273)

### حرب البارونات الثانية
شهدت السنوات بين عامي 1264 و1267 الصراع المعروف باسم حرب البارونات الثانية، إذ قاتلت القوات البارونية بقيادة سيمون دي مونتفورت ضد الموالين للملك. وقع المشهد الأول للمعركة في مدينة غلوستر التي تمكن إدوارد من استعادتها من العدو. جاء روبرت دي فيرس لمساعدة المتمردين، تفاوض حينها إدوارد على هدنة معه والتي خرق إدوارد شروطها لاحقًا. ثم استولى على نورثامبتون من سيمون دي مونتفورت الأصغر قبل الشروع في حملة انتقامية ضد أراضي ديربي. التقت القوات البارونية والملكية أخيرًا في معركة لويس في 14 مايو 1264. قاد إدوارد الجناح الأيمن بأداء جيد وسرعان ما هزم فرقة لندن لقوات مونتفورت. ولكنه طارد العدو بقرار غير حكيم، إذ وجد عند عودته بقية الجيش الملكي مهزومًا. سُلم إدوارد وابن عمه هنري كرهائن لمونتفورت بموجب الاتفاقية المعروفة باسم ميز لويس.
بقي إدوارد في الأسر حتى مارس وبقي تحت مراقبة مشددة حتى بعد إطلاق سراحه. ثم تمكن في 28 مايو من الفرار من حراسه وانضم إلى غيلبرت دي كلير إيرل غلوستر السابع الذي انشق مؤخرا وانضم إلى جانب الملك.
تضاءل دعم مونتفورت الآن، واستعاد إدوارد مدينتي ورسستر وغلوستر بجهد قليل نسبيًا. تحالف مونتفورت في هذه الأثناء مع لايويلن وتحركا شرقًا لتوحيد القوات مع ابنه سيمون. تمكن إدوارد من شن هجوم مفاجئ في قلعة كينيلورث، حيث بقي مونتفورت الأصغر قبل أن يذهب إلى عزل إيرل ليستر. اجتمعت القوتان في اللقاء الكبير الثاني لحرب البارون في معركة إيفيشام 4 أغسطس 1265. لم يملك مونتفورت فرصة أمام القوات الملكية المتفوقة، وقُتل بعد هزيمته وشُوه جسده في الميدان.
اكتسب إدوارد سمعة كشخص غير جدير بالثقة بسبب مواقفه مثل خداع ديربي في غلوستر. وعلى الرغم من ذلك فقد بدأ يتعلم من أخطائه وتصرف بطريقة اكسبته احترام وإعجاب معاصريه. لم تنته الحرب بوفاة مونتفورت وشارك إدوارد في الحملة المستمرة. تصالح مع سيمون الأصغر وشركائه في جزيرة أكشولم في لينكولنشاير في عيد الميلاد، قاد هجومًا ناجحًا ضد موانئ سينك في شهر مارس. صمدت مجموعة من المتمردين في قلعة كينيلورث المنيعة ولم تستسلم حتى صياغة حكم كينيلورث.

### الحملة الصليبية واعتلائه العرش
حمل إدوارد صليب الصليبيين في احتفال في 24 يونيو 1268 مع شقيقه إدموند الأحدب وابن عمه هنري ألمان، كان خصوم إدوارد السابقين مثل إيرل غلوستر من بين الذين انضموا إلى الحملة الصليبية التاسعة على الرغم من أن دي كلير لم يشارك فيها في النهاية. كان أكبر عائق أمام تهدئة الدولة هو توفير التمويل الكافي. قدم لويس التاسع ملك فرنسا الذي كان قائد الحملة الصليبية قرضًا بنحو 17,500 جنيه إسترليني له، لكن ذلك المبلغ لم يكن كافيًا، توجب تحصيل باقي المبلغ من خلال فرض ضريبة على العلمانيين والتي لم تؤخذ منذ عام 1237. أقرَّ البرلمان في مايو 1270 فرض ضريبة قدرها 5% ووافق الملك في المقابل على إعادة تأكيد الوثيقة العظمى وفرض قيود على إقراض اليهود للمال. أبحر إدوارد من دوفر إلى فرنسا في 20 أغسطس. لم يحدد المؤرخون حجم القوة التي اصطحبها معه بشكل أكيد لكن من المحتمل أنَّ إدوارد أخذ معه نحو 225 فارسًا وأقل من ألف رجل.
اعتزم الصليبيون على فك الحصار عن المعقل المسيحي المحاصر في عكا، ولكن تحول الملك لويس إلى تونس. قرر لويس وشقيقه شارل أنجو ملك صقلية مهاجمة إمارة تونس لتأسيس معقل في شمال أفريقيا. فشلت الخطة عندما ضرب وباء في 25 أغسطس القوات الفرنسية وأدى إلى مقتل لويس نفسه، كان شارل قد وقّع معاهدة مع الأمير خلال الوقت الذي وصل فيه إدوارد إلى تونس ولم يكن ممكنًا القيام بشيء آخر سوى العودة إلى صقلية. أجّلت الحملة الصليبية حتى الربيع التالي لكن ضربت عاصفة مدمرة ساحل صقلية وثنت شارل وخليفته فيليب الثالث عن إطلاق أي حملة أخرى. قرر إدوارد الاستمرار بمفرده، وصل في 9 مايو 1271 أخيرًا إلى عكا.
أصبح الوضع في الأراضي المقدسة بحلول ذلك الوقت محفوفًا بالمخاطر، بحيث فتحت القدس منذ عام 1244 وأُعلنت عكا مركز مملكة بيت المقدس. كانت الدول المسيحية تتعرض لهجوم من قبل المماليك تحت قيادة بيبرس. وعلى الرغم من أن رجال إدوارد كانوا إضافة مهمة للجيش إلا أنهم لم يمتلكوا أي فرصة تذكر ضد قوات بيبرس المتفوقة، ولم تكن الغارة الأولية على بلدة سانت جورج القريبة في يونيو مجدية، ساعدت رسالة إلى ملك المغول الإلخان أباقا (1234-1282) في شن هجوم على حلب في الشمال مما أدى إلى تشتيت قوات بيبرس. قاد إدوارد في نوفمبر بغارة على قاقون والتي كانت تمثل بداية الطريق إلى القدس، لكن الغزو المغولي والهجوم على قاقون فشلا، وبذلك بدت الأمور الآن سيئة بشكل كبير، وقع هيو الثالث ملك قبرص الذي كان الملك الفخري لمملكة بيت المقدس في مايو عام 1272 هدنة لمدة عشر سنوات مع بيبرس، مثّل إدوارد تحديًا في البداية، لكن أجبرته محاولة اغتياله والتي قام بها واحد من جماعة الحشاشون في سوريا (ذُكر أنَّ بيبرس قد أرسلهم) في يونيو 1271 على التخلي عن أي حملة أخرى، وعلى الرغم من أنه تمكن من قتل القاتل فقد ضربه في ذراعه بخنجر ومن الممكن أنه تعرض للتسمم، ومرض بشدة خلال الأشهر التالية.